# Lena Posner Körösi
Lena Anne Posner Körösi, född 23 november 1955 i Göteborg, är en svensk psykolog och debattör i judiska frågor.
Hon är legitimerad psykolog. Hennes far kom 1939 ensam till Sverige från Nazityskland som 13-åring, då nästan hela släkten på hans sida mördades av nazisterna. Hennes mor var dotter till ryska judar som 1906 flydde till Sverige undan pogromerna i Ryssland.
Lena Posner Körösi var ordförande i Judiska församlingen i Stockholm och i Judiska centralrådet från 1999 till 2015, som första kvinnan på den posten, samt från 2022 till maj 2023. År 2000 stiftade hon Paideia - The European Institute for Jewish Studies in Sweden i Stockholm samt ordförande och medgrundare 2017 av föreningen Amanah i Malmö, som syftar till att genom kunskap och samverkan bygga broar mellan judar och muslimer. Hon är också grundare av och ordförande för Sveriges första judiska folkhögskola, Paideia Folkhögskola. 
Lena Posner-Körösi tilldelades 2018 ett tidsbegränsat regeringsuppdrag som demokratiambassadör i Kommittén Demokrati 100 med anledning av att Sverige firade 100 år av demokrati 2021. Hon är också jurymedlem för Raoul Wallenberg-priset samt styrelseledamot i M. Bindefeld stiftelse.
Hon har deltagit i ett antal offentliga debatter om och för judar i Sverige. Hon har ett antal internationella uppdrag för judiska organisationer. Hon är tidigare vice ordförande i the European Council of Jewish Communities och medlem av styrelsen i European Jewish Congress.

## Utmärkelser
- H. M. Konungens medalj av 8:e storleken (2013) för framstående insatser för den judiska gemenskapen i Sverige[3]
- Stockholms stads Sankt Eriksmedalj (2023) för sina mångåriga insatser för den judiska gemenskapen.